# Sayat-Nova
Pour l’article homonyme, voir Sayat-Nova (Ararat).
Sayat-Nova (en arménien Սայաթ-Նովա, en persan صیاد نوا, en géorgien საიათ-ნოვა) (14 juin 1712 à Tiflis – 22 septembre 1795 à Haghpat), ou le « roi des chansons », est le nom donné au poète arménien Harutyun Sayatyan, ou le nouveau Saâdi.

## Biographie
Sayat-Nova naquit le 14 juin 1712 à Tiflis, aujourd'hui en Géorgie. Il fut barde, un ashik célébré autant que honni à la cour d'Irakli II (ou Héraclius II de Géorgie). Irakli II aurait aidé à créer une alliance entre la Géorgie, l'Arménie et le Shirvan contre l'Empire perse.
Banni de la cour par le roi en 1759, Sayat-Nova devint par sentence royale moine au monastère de Haghpat, parce qu'il serait, semble-t-il, tombé amoureux de sa sœur, la princesse Anna Batonachvili. Il est assassiné par l'armée d'Agha Mohammed Khan qui dévasta la ville de Tiflis et ses alentours, en 1795.

## Style
Chanteur et maître du kamânche, Sayat-Nova joue, compose avec son instrument préféré, il écrit de la poésie, soit 68 odes en arménien, 65 odes en géorgien et 128 odes en azéri. Ce qui le caractérise, c'est sa « singularité universelle ». Selon Élisabeth Mouradian et Serge Venturini, traducteurs du poète en France, « trois siècles après son œuvre, celui qui écrivit en plusieurs langues demeure toujours un pont entre les peuples du Caucase, où il est toujours chanté et aimé de tous ».

## Postérité

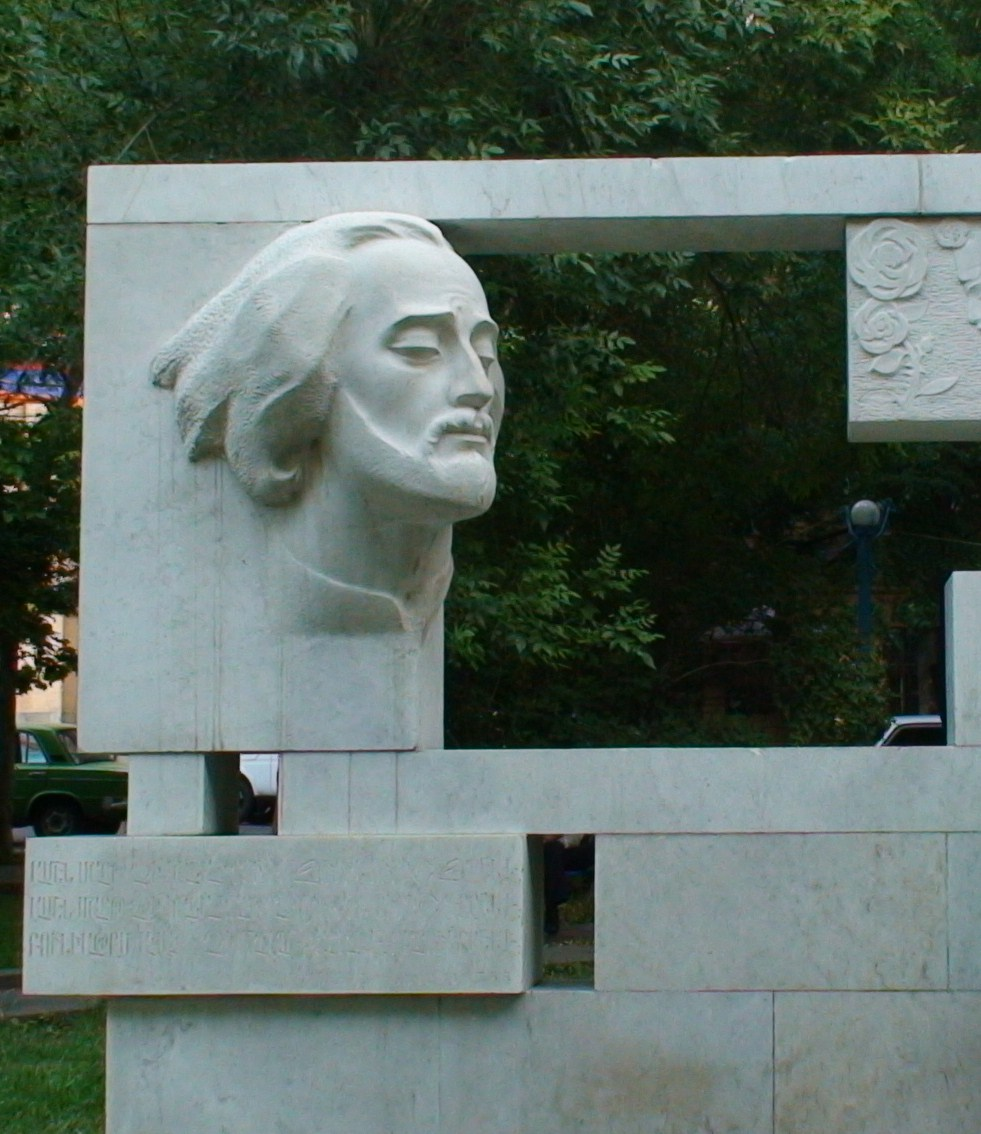
Monument à Sayat-Nova, Erevan.

Son influence fut profonde sur tous les poètes arméniens les plus éminents, ainsi que sur d'autres poètes européens et russes à partir de 1916.
Le poète Archag Tchobanian écrivit ces lignes dans son Ode à la langue arménienne : « Un printemps nouveau resplendit, purifia tes eaux, leur donna une transparence de cristal et un éclat de perle ; une brise aux ailes légères rafraîchit ton sein ; une clarté mauvaise fit pleuvoir sur toi des roses et des lys ; sur tes rives des vignes s'épanouirent, et des rossignols vinrent, cachés dans leurs ombres amies, moduler leurs tendres chansons ; c'était l'essaim mélodieux des Trouvères… ».
En 2012, la ville d'Erevan, capitale de l'Arménie, nommée « Capitale mondiale du livre 2012 » par l'UNESCO fête le tricentenaire de la naissance du troubadour.

## Cinéma
- Kim Gourguenovitch Arzoumanian réalisa en 1960, un téléfilm, Sayat-Nova, (en russe : Саят-Новa)[6],
- Sergueï Paradjanov réalisa (1968), d'après la vie du poète, un des chefs-d'œuvre cinématographiques du XXe siècle[7] : Sayat-Nova (La Couleur de la Grenade). Musique : Tigran Mansourian.

## Œuvres
- (fr + hy) Sayat-Nova (trad. Élisabeth Mouradian et Serge Venturini), Odes arméniennes, édition bilingue, L'Harmattan, 2006,  (ISBN 2-296-01398-8).